# Chiloglottis pluricallata
Chiloglottis pluricallata är en orkidéart som beskrevs av David Lloyd Jones. Chiloglottis pluricallata ingår i släktet Chiloglottis och familjen orkidéer. Inga underarter finns listade i Catalogue of Life.